# Willem Voorbeijtel Cannenburg
Willem Voorbeijtel Cannenburg (Deventer, 15 mei 1883 - Amsterdam, 26 januari 1978) was een Nederlands marineofficier, die later schrijver en museumdirecteur werd. In de zomer van 1913 vestigde hij zich in Den Helder. In 1922 werd hij adjunct-conservator en later dat jaar de eerste officiële directeur van het Nederlands Scheepvaartmuseum te Amsterdam. In 1951 ging hij met pensioen.
Hij schreef diverse werken over de geschiedenis van Nederlandse zeevaart, cartografie en over de collectie van het Nederlands Scheepvaartmuseum.
In 1915 trouwde hij met Joanna Diderica Wttewaall (1889-1975), lid van de familie Wttewaall, met wie hij twee kinderen kreeg. Hij ligt begraven op de begraafplaats van Gorssel naast zijn gelijknamige zoon die in Tweede Wereldoorlog door de Duitsers op het landgoed De Oxerhof nabij de buurtschap Oxe, ten zuiden van Deventer werd doodgeschoten.

## Werken
- Het zeehorloge van Christiaan Huygens, uit de Zee, nr. 5, 1936
- Catalogue de l'exposition d'ancienne cartographie néerlandaise, 1540-1800, au Nederlandsch Historisch Scheepvaart Museum, Amsterdam, 1938
- De Nederlandsche vlag op de wereldzeeën : ontdekkingsreizen onzer voorouders, met Mollema, Jarig Cornelis, 1942
- Beschrijvende catalogus der scheepsmodellen en scheepsbouwkundige teekeningen, 1600-1900, 1943
- In memoriam J. C. M. Warnsinck, Leiden, E.J. Brill, 1943. 4p. met portret, oorspronkelijk verschenen in de periodiek: Cultureel Indië, 5e jaargang.
- Vervarelyke schip-breuk van 't Oost-Indisch jacht Ter Schelling onder het landt van Bengale : verhalende desselfs verongelukken, en den gruwelijken hongers-noot van 32 schip-breukelingen op zeker onbewoont eilant ... tot in 't koningrijk van Assam landewaerts opgevoert zijn, met Heiden, Frans Jansz. van der; Kunst, Willem; Warnsinck-Delprat, C.E., 1944
- Het Scheepvaart Museum te Amsterdam : een rondgang langs de verzameling, 1947
- De Nederlandse Poolexpeditie 1882-1883, 1948
- De Blaeu's : beschrijvers van land-, hemel- en waterwereld, 1952
- De Groene Draeck : het snelle schip van Maerten Harpertsz. Tromp, 1957
- Nederlandsch Historisch Scheepvaart Museum : catalogus der bibliotheek, 1960
- Scheepsnamen vroeger en nu, met Kruseman, J.P., 1960
- De reis om de wereld van de Nassausche vloot, 1623-1626, 1964